# Broń plebejska
Broń plebejska – zastosowanie w walce przedmiotów codziennego użytku (czasami poddanych modyfikacjom) takich jak noże, sierpy, kosy, broń myśliwska, „koktajle Mołotowa” wobec braku profesjonalnej broni bojowej. 
Broń plebejska była wykorzystywana głównie w średniowieczu i w okresie powstań narodowych. W historii Polski znani są m.in. kosynierzy z okresu powstania kościuszkowskiego, użycie myśliwskiej broni palnej w okresie powstania styczniowego czy zastosowanie butelek z substancją zapalającą do niszczenia broni pancernej w czasie powstania warszawskiego.